# 布蘭茲沃爾德鎮區 (明尼蘇達州波爾克縣)
布蘭茲沃爾德鎮區（英語：Brandsvold Township）是位於美國明尼蘇達州波爾克縣的一個行政鎮區。

## 地方資料
布蘭茲沃爾德鎮區的面積為91.56平方千米，當中陸地面積為89.31平方千米，而水域面積為2.25平方千米。根據2020年美國人口普查的數據，當地共有人口253人，而人口密度為每平方千米2.76人。